# Apsley House
Apsley House est une demeure londonienne situé à Piccadilly, face à Hyde Park Corner et à proximité de l'entrée principale de Hyde Park, au sud-est de celui-ci. Elle fut la résidence des ducs de Wellington. 

## Historique
Le bâtiment a été construit entre 1771 et 1778 par Robert Adam pour le compte du Lord-chancelier Bathurst (1714-1794), baron Apsley. En 1807, Richard Wellesley la rachète, un agrandissement de la maison a lieu en 1812, puis il la cède en 1817 à son frère cadet, Arthur Wellesley, 1er duc de Wellington. Celui-ci commandera des travaux à Benjamin Dean Wyatt : un portique corinthien est plaqué sur la façade principale et de la pierre de Bath vient revêtir les murs de la demeure. 
La résidence est offerte à l'État britannique en 1947 par Gerald Wellesley, 7e duc de Wellington, dans le cadre du paiement de l'impôt sur les successions résultat de la mort du 6e duc, Henry Wellesley, officier des Commandos britanniques tué au combat durant la Seconde Guerre mondiale. Les Londoniens la nomment « Number One, London » (littéralement, « Numéro un, Londres ») sans doute à cause du fait qu'il s'agissait de la première maison importante à l'entrée de la ville.

## Le Wellington Museum
Cette maison abrite depuis 1947, le Wellington Museum. Ce musée, ainsi baptisé en l'honneur du duc de Wellington, regroupe des objets ayant un lien étroit avec sa vie : ordres et décorations, dont la médaille de Waterloo en argent, 85 drapeaux tricolores de la parade du 1er juin 1815 à Paris. Il présente aussi des objets personnels du duc : porcelaine, argenterie, bijoux, tabatières, ordres de chevalerie, bâtons de maréchal, des chandeliers du XIXe siècle de fabrication anglaise. Il abrite également une statue en marbre de Canova, Napoléon en Mars désarmé et pacificateur.

## Collection de tableaux
Cette magnifique collection de 200 tableaux de maîtres anglais, américains, allemands, espagnols, français, italiens, hollandais et flamands, inclut 83 pièces qui proviennent de la collection royale d'Espagne saisie par Wellington dans les fourgons du roi Joseph, frère de Napoléon 1er, après la bataille de Vitoria en 1813.
La collection comprend  :
- Amérique : John Singleton Copley
- Grande-Bretagne : Sir William Beechey, John Burnet, George Dawe, John Hoppner, Edwin Landseer, Sir Thomas Lawrence, William Salter, Sir David Wilkie
- Hollande : Pieter de Hooch, Jan van Huysum, Nicolaes Maes, Willem van Mieris, Antonis Mor, Aernout van der Neer, Adriaen van Ostade, Cornelis Van Poelenburgh, Jan Steen, Willem Van de Velde le Jeune, Jan Victors
- Flamand : Paul Bril, Adriaen Brouwer, Jan Brueghel l'Ancien, Antoine van Dyck, Adam François van der Meulen, Rubens, David Teniers le Jeune
- France : Claude Lorrain, Claude-Joseph Vernet
- Allemagne : Hans von Aachen, Adam Elsheimer, Anton Raphael Mengs
- Italie : Leandro Bassano, Giuseppe Cesari, Carlo Cignani, Antonio da Correggio, Luca Giordano, Antiveduto Grammatica, Guercino, Giovanni Paolo Panini, Guido Reni, Giulio Romano, Salvator Rosa, Francesco Trevisani, Marcello Venusti
- Espagne : Diego Vélasquez (4 tableaux, y compris Le Porteur d'eau de Séville), Francisco Goya (1 tableau), Bartolomé Esteban Murillo (3 tableaux), Jusepe de Ribera (3 tableaux)

## Galerie

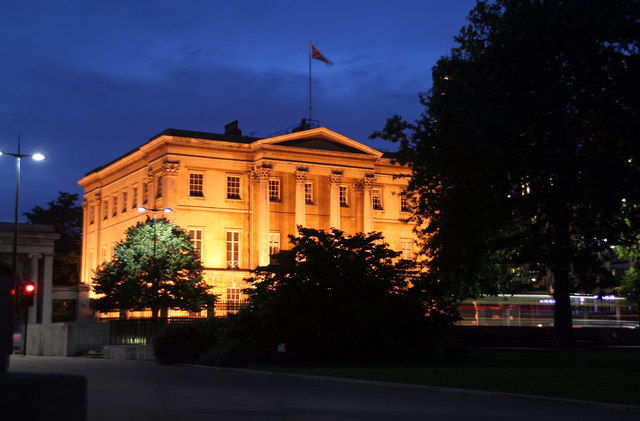
Vue de nuit
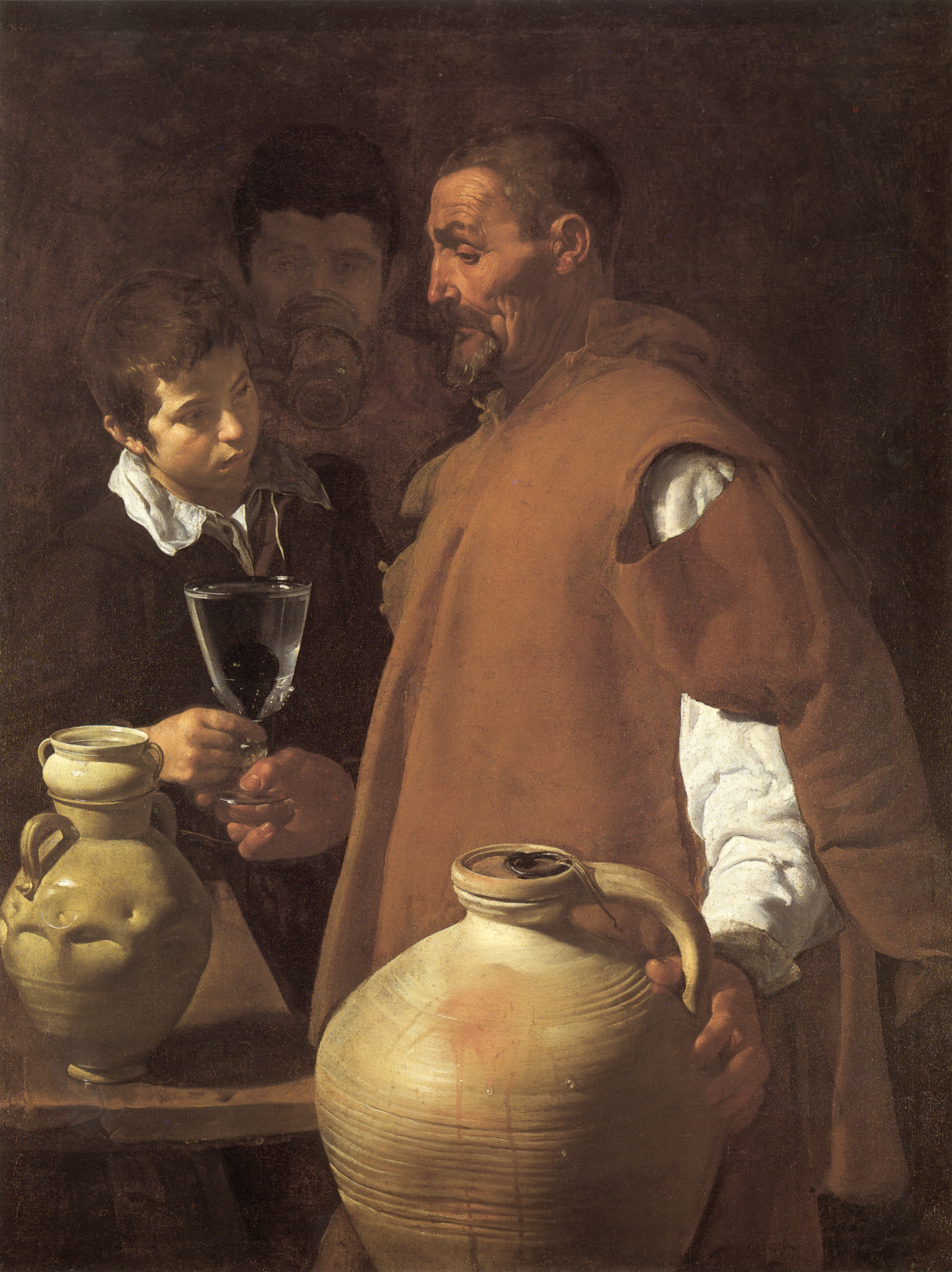
Velasquez : Le Porteur d'eau de Séville
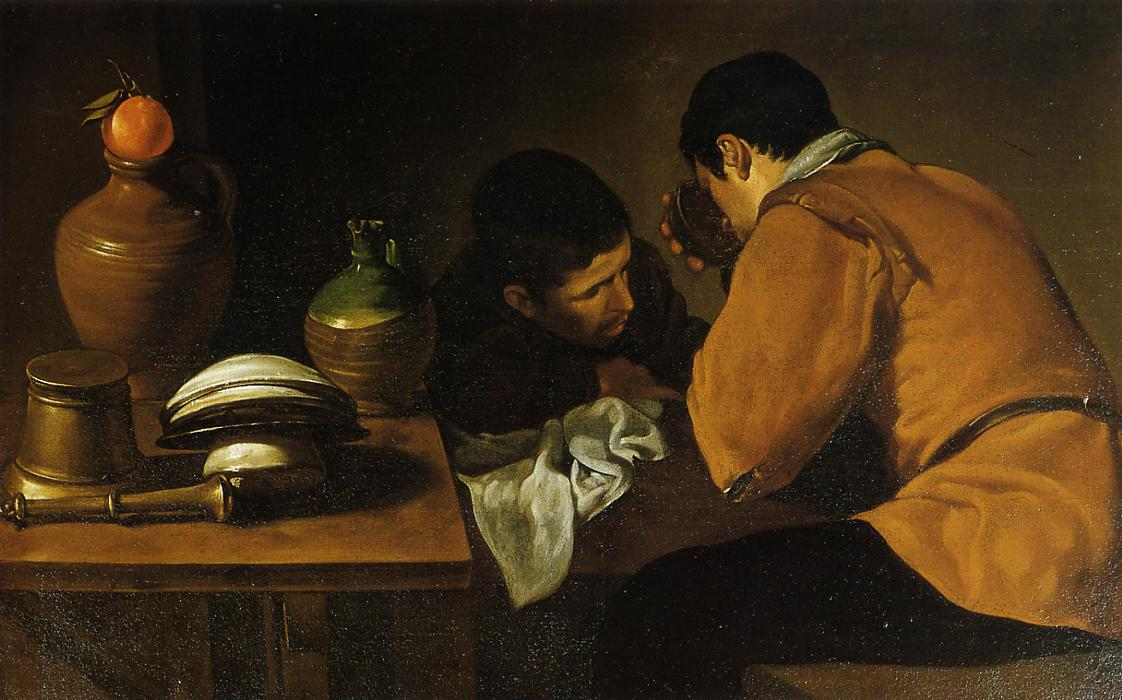
Velasquez: Deux hommes assis à une table
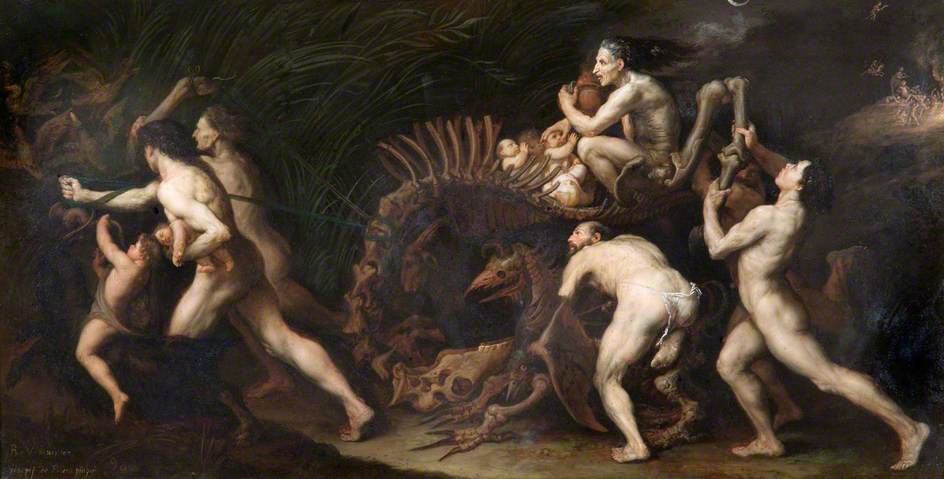
Jose de Ribera : Hécate, Procession